# Turó dels Masos
El Turó dels Masos és una muntanya de 617 metres que es troba al municipi d'Aiguamúrcia, a la comarca catalana de l'Alt Camp.